# Шернфельд
Шернфельд (нем. Schernfeld) — община в Германии, в земле Бавария. Подчиняется административному округу Верхняя Бавария. Входит в состав района Айхштетт. Подчиняется управлению Айкстет.
Население составляет 3027 человек (на 31 декабря 2010 года). Занимает площадь 52,22 км².
Коммуна подразделяется на восемь сельских округов.

## Население
По оценке на 31 декабря 2015 года население общины Шернфельд составляет 3155 чел. 

| Дата      | 1840 | 1871 | 1900 | 1925 | 1939 | 1950 | 1961 | 1970 | 1987 | 2011 |
| --------- | ---- | ---- | ---- | ---- | ---- | ---- | ---- | ---- | ---- | ---- |
| Население | 1299 | 1400 | 1634 | 1664 | 1732 | 2179 | 1904 | 1981 | 2229 | 3034 |

| Год       | 1960 | 1970 | 1980 | 1990 | 2000 | 2009 | 2010 | 2011 | 2012 | 2013 | 2014 | 2015 |
| --------- | ---- | ---- | ---- | ---- | ---- | ---- | ---- | ---- | ---- | ---- | ---- | ---- |
| Население | 1828 | 1967 | 2013 | 2449 | 2996 | 3019 | 3027 | 3039 | 3073 | 3087 | 3122 | 3155 |